# Винитар
Винитар (Winithar, Vinitharius; * 345 в Панония; † 390 г.) e крал на остготите (380 г.). Той е син на Валараванс от рода на Амалите и наследява роднината си Ерманарих на трона. Винитар се стреми да избегне хунското господство. Навлиза в съседните земи на славяните, които са подчинени на Ерманарих, побеждава ги и убива техния владетел (380 г.)
Хунският хан Баламбер не търпи това самостоятелно и войнствено поведение на Винитар. В съюз с голяма част от остготите, които са за хунско господство, Баламер напада бореца за готска свобода. Винитар е убит през 390 г. в третата битка и с него е унищожен и остатъкът от готска независимост.
Ханът се жени за Валадамарка, племенница на убития и по този начин владее всички остготи чрез техните крале. Наследник на Винитар не става този Зигизмунд, а Хунимунд (около 390), син на Ерманарих.
Винитар е баща на Вандалар.